# Carin Engkvist
Carin Elvira Engkvist, född Brandels 1906 i Lund, död 2004 i Helsingborg, var en svensk målare och reklamtecknare.
Engkvist studerade konst huvudsakligen på egen hand bland annat i Norge och Danmark där hon fick viss vägledning från en dansk konstnär. Hon var verksam som reklamtecknare i Göteborg och Stockholm. Hennes konst består av porträtt, strandbilder och blomsterstilleben.